# Australische Eishockeynationalmannschaft der Frauen
Die australische Eishockeynationalmannschaft der Frauen ist die nationale Eishockey-Auswahlmannschaft Australiens im Fraueneishockey. Nach der Weltmeisterschaft 2022 liegt die Mannschaft auf dem 33. Rang der IIHF-Weltrangliste.

## Geschichte
Die australische Eishockeynationalmannschaft der Frauen nimmt seit der Weltmeisterschaft 2000 am Spielbetrieb der Internationalen Eishockey-Föderation teil. Bei ihrer ersten WM-Teilnahme scheiterte die Mannschaft 2000 mit der Qualifikation für die B-WM für das folgende Jahr. Auch im folgenden Jahr konnte sich Australien in der neu geschaffenen dritten Leistungsstufe bei den Frauen-Weltmeisterschaften nicht für die Division II qualifizieren, stieg aber bei der Weltmeisterschaft 2003 als Erster der Division III in die Division II auf. In den folgenden Jahren dominierten die Australierinnen immer wieder die Division III, konnten sich jedoch nicht langfristig in der Division II halten. 

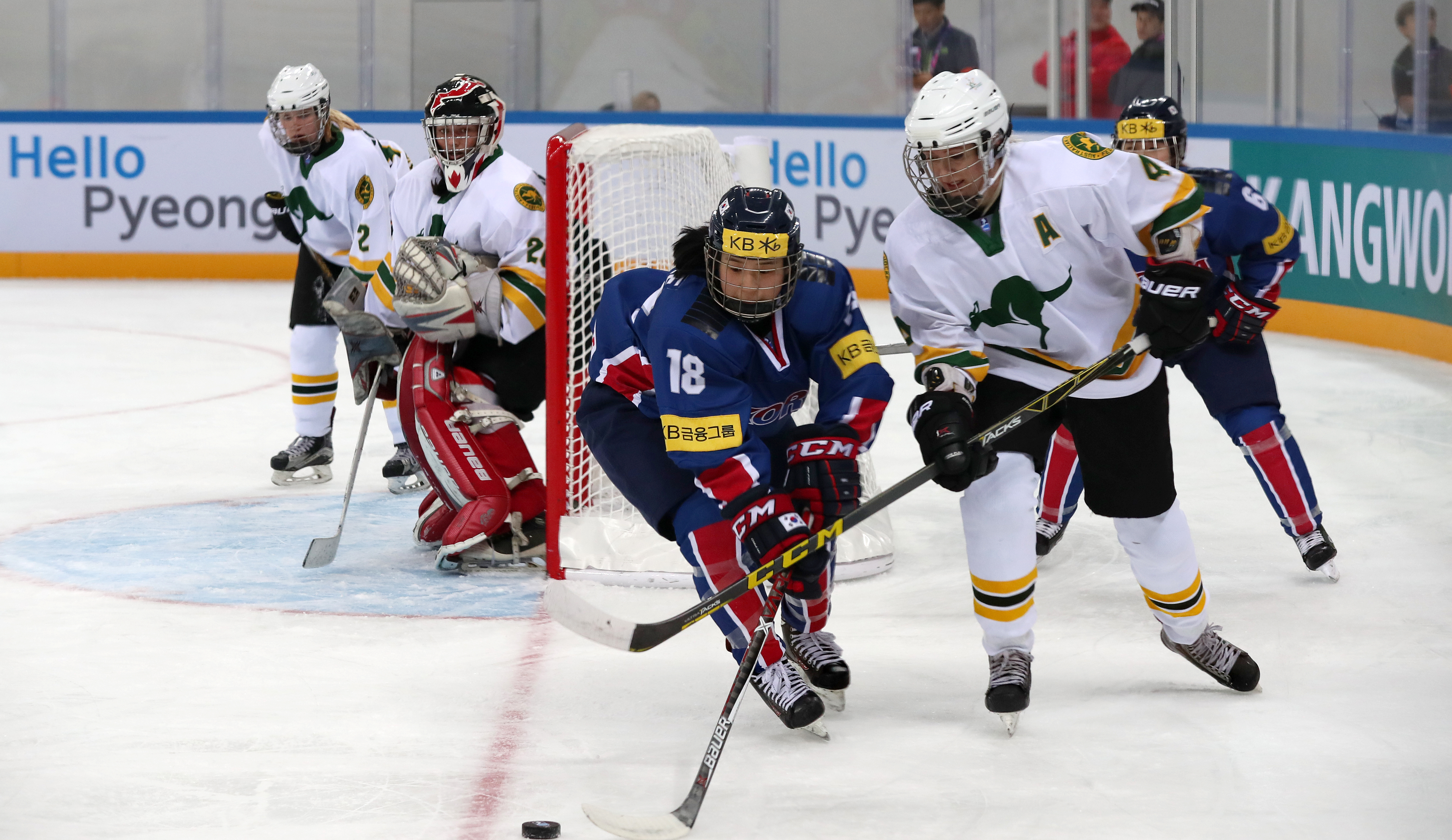
Australische Nationalspielerinnen (helles Trikot) bei der Weltmeisterschaft 2017

Da die Divisionen III bis V bei der Weltmeisterschaft 2009 nicht ausgespielt wurden und 2010 aufgrund der Austragung der Olympischen Winterspiele in Vancouver ohnehin keine Frauen-WM stattfand, bestritt Australien 2011 erstmals nach drei Jahren wieder ein WM-Spiel und trat in der Division III an. Seit 2012 spielen die Australierinnen durchgängig in der Division II.

## Platzierungen

### Bei Weltmeisterschaften
- 2000 – 23. Platz (7. Qualifikation für die B-WM)
- 2001 – 21. Platz (3. Qualifikationsgruppe B für die Division II)
- 2003 – 21. Platz (1. Division III)
- 2004 – 20. Platz (5. Division II)
- 2005 – 25. Platz (5. Division III)
- 2007 – 22. Platz (1. Division III)
- 2008 – 21. Platz (6. Division II)
- 2011 – 2. Platz Division III
- 2012 – 3. Platz Division IIA
- 2013 – 3. Platz Division IIA
- 2014 – 6. Platz Division IIA (Abstieg in die Division IIB)
- 2016 – 5. Platz Division IIB
- 2016 – 1. Platz Division IIB (Aufstieg in die Division IIA)
- 2017 – 6. Platz Division IIA
- 2018 – 4. Platz Division IIA
- 2019 – 6. Platz Division IIA (Abstieg in die Division IIB)
- 2020 – 1. Platz Division IIB
- 2021 – keine Austragung
- 2022 – 2. Platz Division IIB
- 2023 – 2. Platz Division IIB
- 2024 – 2. Platz Division IIB
- 2025 – 1. Platz Division IIB (Aufstieg in die Division IIA)

### Challenge Cup of Asia
- 2014 – 4. Platz